# Powiat wołowski
Powiat wołowski – powiat w Polsce, województwo dolnośląskie. Od r. 1945 powiat należy do województwa z siedzibą we Wrocławiu z wyjątkiem krótkiego okresu przejściowego w roku 1945, kiedy siedziba znajdowała się w Trzebnicy, a potem w Lignicy (obecnie Legnica), które wielokrotnie zmieniało granice i nazwę na skutek reform podziału administracyjnego kraju (1946, 1950, 1957, 1975, 1998). Zlikwidowany w r.1975, odtworzony w 1998 bez terenów zaodrzańskich i m. Ścinawa (285 km kw), które zostały włączone do pow. lubińskiego. Jego siedzibą jest miasto Wołów.
W skład powiatu wchodzą:
- gminy miejsko-wiejskie: Brzeg Dolny, Wołów
- gminy wiejskie: Wińsko
- miasta: Brzeg Dolny, Wołów

## Podział administracyjny
| Gmina             | Typ             | Powierzchnia (km²) | Ludność (2006) | Siedziba    |
| ----------------- | --------------- | ------------------ | -------------- | ----------- |
| Gmina Wołów       | miejsko-wiejska | 331.1              | 22 572         | Wołów       |
| Gmina Brzeg Dolny | miejsko-wiejska | 94.4               | 16 215         | Brzeg Dolny |
| Gmina Wińsko      | wiejska         | 249.5              | 8 658          | Wińsko      |

## Demografia
Liczba ludności (dane z 30 czerwca 2005):
|        | Ogółem | Ogółem | Kobiety | Kobiety | Mężczyźni | Mężczyźni |
| osób   | %      | osób   | %       | osób    | %         |           |
| ------ | ------ | ------ | ------- | ------- | --------- | --------- |
| Ogółem | 47 575 | 100    | 24 357  | 51,20   | 23 218    | 48,80     |
| Miasto | 25 121 | 52,80  | 13 073  | 27,48   | 12 048    | 25,32     |
| Wieś   | 22 454 | 47,20  | 11 284  | 23,72   | 11 170    | 23,48     |

▶Wieś vs ▶miasto
Ogółem (▶k, ▶m)
Miasto (▶k, ▶m)
Wieś (▶k, ▶m)

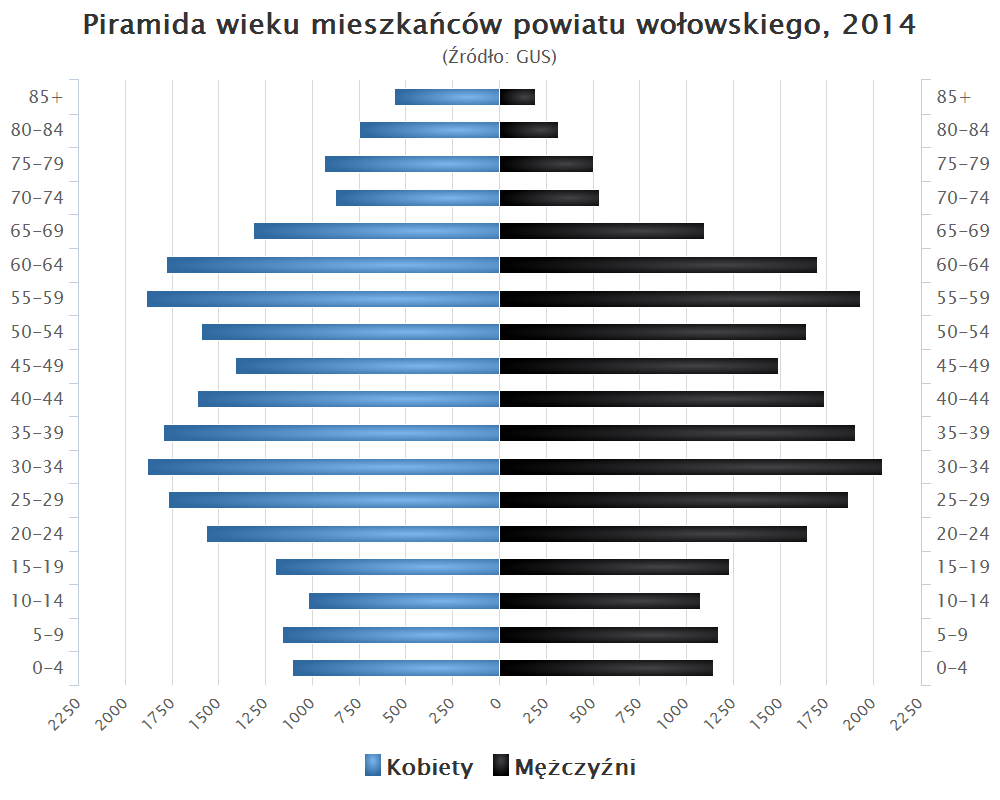
Piramida wieku mieszkańców powiatu wołowskiego w 2014 roku

Według danych z 31 grudnia 2019 roku powiat zamieszkiwało 46 818 osób. Natomiast według danych z 30 czerwca 2020 roku powiat zamieszkiwało 46 725 osób.

## Gospodarka
W końcu września 2019 roku liczba zarejestrowanych bezrobotnych w powiecie obejmowała około 1,8 tys. mieszkańców, co stanowiło stopę bezrobocia na poziomie 10,5% do aktywnych zawodowo.

## Starostowie wołowscy
Na podstawie źródła:
- Jacek Włosek (9 listopada 1998 – 30 lipca 2001)
- Jerzy Więcławski (30 lipca 2001 – 14 grudnia 2006)
- Maciej Nejman (14 grudnia 2006 – 9 grudnia 2010)
- Marek Gajos (9 grudnia 2010 – 15 grudnia 2014)
- Maciej Nejman (15 grudnia 2014 – 27 listopada 2018)
- Janusz Dziarski (27 listopada 2018 – 7 maja 2024)
- Jan Janas (7 maja 2024 – obecnie)[7]

## Sąsiednie powiaty
- powiat średzki
- powiat legnicki
- powiat lubiński
- powiat górowski
- powiat trzebnicki